# Tachyporus pallidus
Tachyporus pallidus är en skalbaggsart som beskrevs av Sharp 1871. Tachyporus pallidus ingår i släktet Tachyporus, och familjen kortvingar. Arten är reproducerande i Sverige.